# Amelia Schenone
Amelia Schenone (fl. XX secolo) è stata una velocista e mezzofondista italiana più volte detentrice di record italiani su diverse distanze di corsa piana.

## Biografia
Nel 1924 fu campionessa italiana assoluta degli 800 metri piani con il tempo di 2'40"4/5, nuovo record italiano di questa specialità; otto giorni dopo conquistò anche il record italiano dei 1000 metri piani con il tempo di 3'30"1/5. L'anno successivo conquistò il titolo italiano nella staffetta 4×200 metri con le compagne di squadra della Società Ginnastica Forza e Coraggio Milano: Bice Ceriani, Giuseppina Vignati e Bruna Pizzini.
Ai campionati italiani del 1926 conquistò la medaglia d'argento nei 400 metri piani e negli 800 metri piani, mentre tornò a vincere il titolo italiano nella staffetta, questa volta 4×75 metri. In questo stesso anno fece registrare il nuovo record mondiale dei 500 metri piani (1'26"3/5). 
Nel 1927, dopo aver fatto registrare il nuovo record italiano dei 600 metri piani con 1'53"0, fu campionessa italiana della staffetta 4×100 metri, mentre l'anno successivo conquistò l'argento ai campionati italiani nei 400 metri piani.

## Record nazionali
- 400 metri piani: 
  - 1'10"2/5 ( Milano, 14 ottobre 1924)
  - 1'10"2/5 ( Cremona, 16 novembre 1924)
  - 1'10"3/5 y ( Milano, 17 maggio 1925)
  - 1'06"3/5 ( Milano, 12 luglio 1925)
- 500 metri piani:
  - 1'30"1/5 ( Milano, 12 ottobre 1924)
  - 1'29"3/5 ( Milano, 11 luglio 1926)
  - 1'26"3/5  ( Legnano, 1º agosto 1926)[1]
- 600 metri piani: 1'53"0 ( Milano, 17 aprile 1927)
- 800 metri piani: 
  - 2'40"4/5 ( Milano, 27 settembre 1924)
  - 2'39"1/5 ( Milano, 17 ottobre 1926)
- 1000 metri piani: 3'30"1/5 ( Milano, 20 luglio 1924)

## Progressione

### 200 metri piani
| Stagione | Tempo  | Luogo  | Data       | Rank. Ita. |
| -------- | ------ | ------ | ---------- | ---------- |
| 1927     | 30"1/5 | Milano | 28-8-1927  | 6ª         |
| 1926     | 29"0 y | Milano | 17-10-1926 | 2ª         |

### 400 metri piani
| Stagione | Tempo    | Luogo   | Data       | Rank. Ita. |
| -------- | -------- | ------- | ---------- | ---------- |
| 1928     | 1'07"2/5 | Bologna | 14-10-1928 | 3ª         |
| 1926     | 1'06"8 s | Dalmine | 26-9-1926  | 2ª         |
| 1925     | 1'06"3/5 | Milano  | 12-7-1925  | 1ª         |
| 1924     | 1'10"2/5 | Milano  | 14-10-1924 | 1ª         |

### 800 metri piani
| Stagione | Tempo    | Luogo              | Data       | Rank. Ita. |
| -------- | -------- | ------------------ | ---------- | ---------- |
| 1927     | 2'46"0   | Sesto San Giovanni | 10-7-1927  | 3ª         |
| 1926     | 2'39"1/5 | Milano             | 17-10-1926 | 2ª         |
| 1924     | 2'40"4/5 | Milano             | 27-9-1924  | 1ª         |

## Campionati nazionali
- 1 volta campionessa italiana assoluta degli 800 metri piani (1924)
- 1 volta campionessa italiana assoluta della staffetta 4×75 metri (1926)
- 1 volta campionessa italiana assoluta della staffetta 4×100 metri (1927)
- 1 volta campionessa italiana assoluta della staffetta 4×200 metri (1925)

1924
- Argento ai campionati italiani assoluti, 250 m - s/t
- Oro ai campionati italiani assoluti, 800 m - 2'40"4/5

1925
- Oro ai campionati italiani assoluti, staffetta 4×200 m - 2'07"1/5 (con Bice Ceriani, Giuseppina Vignati, Bruna Pizzini)

1926
- Argento ai campionati italiani assoluti, 400 m - s/t
- Argento ai campionati italiani assoluti, 800 m - s/t
- Oro ai campionati italiani assoluti, staffetta 4×75 m - 42'2/5 (con Luigina Bonfanti, Maria Bonfanti, Bruna Pizzini)
- Bronzo ai campionati italiani di corsa campestre

1927
- Oro ai campionati italiani assoluti, staffetta 4×100 m - 56"0 (con Maria Bonfanti, Bice Ceriani, Luigina Bonfanti)

1928
- Argento ai campionati italiani assoluti, 400 m - 1'07"2/5